# Шестакова, Марина Владимировна
Марина Владимировна Шестакова — учёный-медик, эндокринолог, заслуженный деятель науки России (2014), академик РАН (2016).

## Биография
Родилась 21 апреля 1962 года в Москве в семье потомственных врачей. Основоположником династии был дедушка по материнской линии — профессор Кутырин Михаил Михайлович, который закончил медицинский факультет Императорского Московского Университета в 1913 году, участвовал в Первой Мировой войне и за мужество был награждён Георгиевским крестом. Во время Великой Отечественной войны был главным терапевтом Центрального военно-медицинского округа. Мать, Кутырина Ирина Михайловна (1939—2024) — д.м.н., профессор, нефролог. Отец, Аббакумов Владимир Владимирович (1939—1992) — д.м.н., профессор, кардиолог-реаниматолог.
В 1985 году с отличием окончила 1-й Московский медицинский институт им. И. М. Сеченова (ныне — Первый Московский государственный медицинский университет им. И. М. Сеченова, Сеченовский Университет) по специальности «Лечебное дело».
В 1990 году защитила диссертацию на соискание ученой степени кандидата медицинских наук на тему «Доклиническая диагностика диабетической нефропатии».
В 1996 году защитила докторскую диссертацию на тему «Диабетическая нефропатия: механизмы развития и прогрессирования, лечение и профилактика».
В 2004 году присвоено учёное звание профессора.
С 2007 года по настоящее время заместитель директора Эндокринологического научного центра (ныне — ФГБУ «Национальный медицинский исследовательский центр эндокринологии» Минздрава России) — директор Института Диабета.
В 2011 году избрана членом-корреспондентом РАМН.
В 2014 году избрана членом-корреспондентом РАН (в рамках присоединения РАМН к РАН).
В 2016 году избрана академиком РАН.
С 2004 по 2017 год заведующая кафедрой эндокринологии и диабетологии педиатрического факультета Первого Московского Государственного Медицинского Университета (МГМУ) имени И.М. Сеченова.
С 2018 года заведующая кафедрой диетологии и диабетологии ФГБУ «НМИЦ эндокринологии» Минздрава России
Научными руководителями и учителями Шестаковой на протяжении всего научного пути являлись академики РАН Дедов Иван Иванович и Мухин Николай Алексеевич.

## Научная деятельность
Ведёт исследования в области эндокринологии-диабетологии.
Первая в России изучила и внедрила методы геномной и протеомной доклинической диагностики диабетической нефропатии, разработала алгоритмы превентивного лечения, что позволило предупредить развитие терминальной почечной недостаточности у 70 % больных сахарным диабетом и увеличить додиализный период жизни больных на 15—20 лет.
Под её руководством защищено 8 докторских и 37 кандидатских диссертаций.
Число публикаций по РИНЦ — 964, цитирований — 16495, Индекс Хирша — 51.
Главный учёный секретарь и член Президиума Правления Российской ассоциации эндокринологов (РАЭ), заместитель главного редактора журнала «Сахарный диабет», член редколлегий научных журналов «Вестник РАМН», «Терапевтический архив», «Проблемы эндокринологии», «Ожирение и метаболизм», «Клиницист», «Diabetes & Nutrition», «Доктор.Ру».

## Награды
- Премия Правительства Российской Федерации в области науки и техники (в составе группы учёных вкл. Валееву Ф. В., за 2012 год) — за создание и внедрение в практику здравоохранения Российской Федерации системы современных технологий диагностики, лечения и профилактики сахарного диабета[2]
- Заслуженный деятель науки Российской Федерации (2014)
- Премия «Призвание» (2019). Премия вручена группе врачей-эндокринологов под руководством Марины Шестаковой за создание нового направления в медицине «Школы для больных диабетом».
- Орден Пирогова (5 февраля 2024 года) — за большой вклад в развитие отечественной науки, многолетнюю плодотворную деятельность и в связи с 300-летием со дня основания Российской академии наук[3]
- Почетная грамота Президента Российской Федерации за заслуги в области здравоохранения и многолетнюю добросовестную работу (2025)